# Liometopum orientale
Liometopum orientale é uma espécie de formiga do gênero Liometopum.